# Witold Więckowski
Witold Eligasz Więckowski (ur. 8 lipca?/20 lipca 1898 w Tyflisie, zm. 29 maja 1920) – żołnierz armii rosyjskiej, Wojska Polskiego na Wschodzie, oficer Wojska Polskiego w II Rzeczypospolitej, kawaler Orderu Virtuti Militari.

## Życiorys
Urodził się w rodzinie Tadeusza i Marii z Cywińskich. Absolwent gimnazjum i skróconej szkoły wojskowej w Tyflisie. W 1916 wcielony do armii rosyjskiej i w jej szeregach walczył na frontach I wojny światowej.
W 1918 wstąpił do oddziałów Wojska Polskiego na Wschodzie. Podporucznik w 1 pułku strzelców polskich. W grudniu tego roku został żołnierzem 4 Dywizji Strzelców Polskich gen. Lucjana Żeligowskiego i przydzielony został do szkoły oficerskiej.
Od 1919 w odrodzonym Wojsku Polskim. W wojnie polsko-bolszewickiej walczył w 11 kompanii 28 pułku Strzelców Kaniowskich. Z własnej inicjatywy poderwał kompanię do ataku, umożliwiając baonowi skuteczny kontrakt. Trafiony kulą w pierś poległ w walce. Za bohaterstwo w walce odznaczony został pośmiertnie Krzyżem Srebrnym Orderu Virtuti Militari. Według Wacława Zaborowskiego odznaczył się szczególnie 24 maja 1920 dowodząc 8. kompanią w walce o Mariampol i Bielki.

## Ordery i odznaczenia
- Krzyż Srebrny Orderu Virtuti Militari (nr 6713)